# Hocco à pierre
Pauxi pauxi
Espèce
Répartition géographique
Statut de conservation UICN

 VU A2cd+3cd+4cd : Vulnérable
Statut CITES
Le Hocco à pierre (Pauxi pauxi) est une espèce d'oiseau d'Amérique du Sud appartenant à la famille des Cracidae.
Son aire s'étend notamment à travers la serranía de Perijá, la cordillère de Mérida et l'ouest de la cordillère de la Costa (Venezuela).

## Liste des sous-espèces
Selon la classification de référence du Congrès ornithologique international (version 15.1, 2025) :
- Pauxi pauxi pauxi (Linnaeus, 1766) — du nord-est de la Colombie au centre-nord et à l'ouest du Venezuela ;
- Pauxi pauxi gilliardi Wetmore & Phelps, WH, 1943 — Serranía de Perijá.